# Hijas de Cristo Rey
El Instituto de Hijas de Cristo Rey (en latín: Congregatio Filiarum Christi Regis) es una congregación religiosa católica femenina de derecho pontificio fundada por el sacerdote diocesano español José Gras y Granollers en Granada el 26 de mayo de 1876. A las religiosas de este instituto se las conoce como Hijas de Cristo Rey y posponen a sus nombres las siglas F.C.R.

## Historia

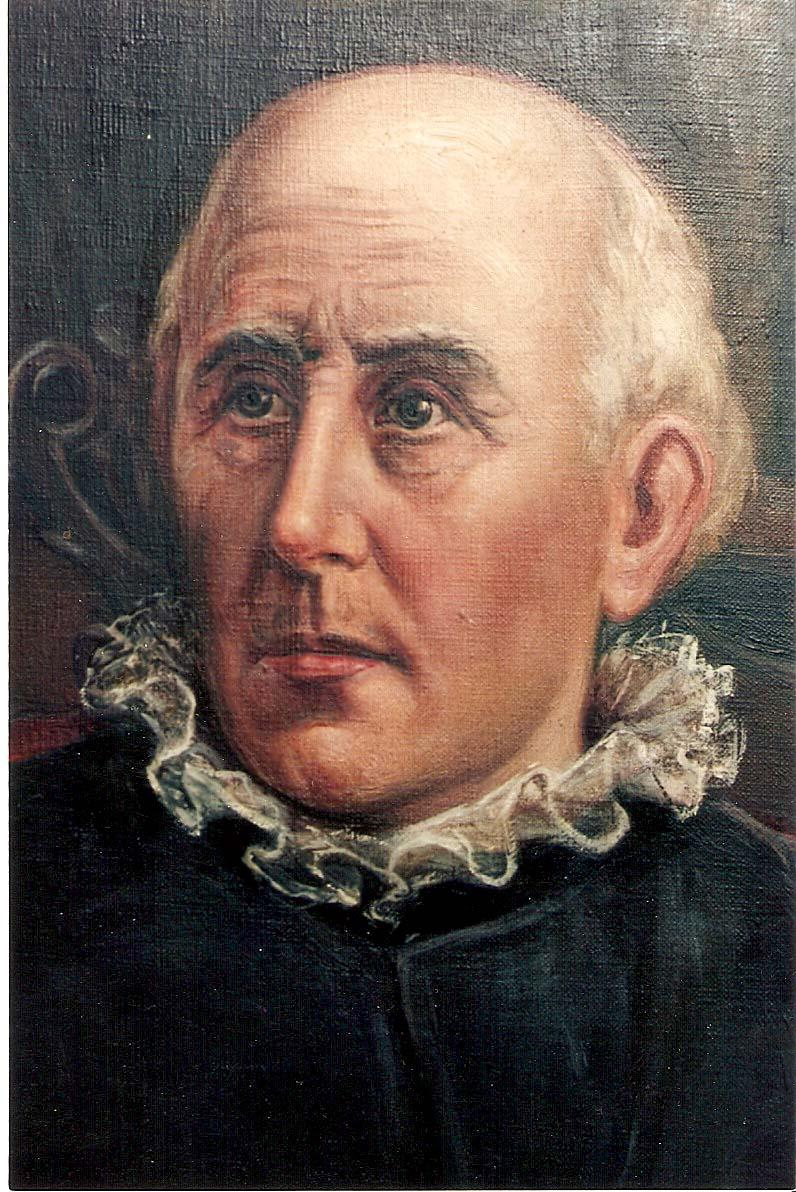
José Gras y Granollers (1834-1918), canónigo de la Abadía del Sacro Monte de Granada y fundador de la congregación.

José Gras y Granollers, siendo canónigo de la Abadía del Sacro Monte de Granada, fundó en 1866 la Academia y Corte de Cristo, una asociación religioso-literaria cuyo fin era dar a conocer la Soberanía de Jesucristo. Con el fin de difundir su obra, fundó otras dos instituciones, una revista llamada El Bien (1866) y una congregación religiosa femenina, el Instituto de Hijas de Cristo Rey (26 de mayo de 1876). Bajo la administración de estas, Gras fundó dos escuelas, una para niños de familias acomodadas y otra gratuita para niños pobres. Bajo la dirección de la primera comunidad de religiosas colocó a Isabel Gómez Rodríguez, considerada cofundadora de la congregación.
Con el apoyo del rey Alfonso XII, el instituto recibió la aprobación diocesana de parte del arzobispo de Granada, José Moreno y Mazón, el 2 de junio de 1877. Antes de recibir la aprobación pontificia (15 de febrero de 1898), las Hijas de Cristo Rey habían iniciado su expansión por España e Italia, con las fundaciones de las casas de Montejícar, Eboli y Las Palmas (Canarias). De una fundación de esta última, surgió una congregación independiente, las Dominicas Misioneras de la Sagrada Familia (1891).
El Instituto de las Hijas de Cristo Rey recibió la aprobación definitiva el 16 de agosto de 1901, de parte del papa León XIII.

## Organización
Las Hijas de Cristo Rey están consagradas a promover la doctrina católica sobre el triunfo de la Soberanía de Cristo, mediante el apostolado de la educación de la juventud. Sus Constituciones están fundamentadas en la Regla de san Agustín.
En 2015, la congregación contaba con unas 378 religiosas y 51 comunidades, distribuidas en seis provincias, España Norte, Andalucía o España Sur, Italia (con las comunidades de Albania), Latinoamérica Norte (Colombia, Ecuador y Venezuela) y Latinoamérica Sur (Argentina, Bolivia y Perú). Además cuenta con una delegación autónoma en Senegal. El gobierno general es centralizado y está en manos de la superiora general y su Consejo. En la actualidad el cargo lo ostenta la religiosa española Rita María Zurita Fernández. La casa general se encuentra en Roma.
Actualmente en España hay colegios de esta fundación en Granada, Alcalá la Real y Villanueva del Arzobispo (Jaén), Las Rozas, Jaén, Sevilla, Madrid, Benifaio (Valencia), El Carballo y Ferrol (La Coruña) y en Talarrubias (Badajoz) compartiendo sus obras educativas.
También cuenta con Escuelas hogar en Huétor Tájar, Albuñol, Alcalá la Real y Villanueva del Arzobispo.